# Антипино (Ступинский район)
Антипино — деревня в Ступинском районе Московской области в составе Семёновского сельского поселения (до 2006 года входила в Хатунский сельский округ). На 2016 год Антипино 4 улицы и 1 проезд.

## Население
| 2002 | 2006 | 2010 |
| ---- | ---- | ---- |
| 22   | ↘7   | ↗18  |

Антипино расположено в юго-западной части района, на правом берегу реки Лопасня, высота центра деревни над уровнем моря — 154 м. Ближайшие населённые пункты примерно в 1 километре: Толбино — на юго-восток, Лапино — юго-запад, Починки — на запад и Кубасово — на север.